# Гарсия, Даниэль (легкоатлет)
Даниэль Гарсия Кордова (исп. Daniel García Córdova; род. 28 октября 1971, Мехико) — мексиканский легкоатлет, специалист по спортивной ходьбе. Выступал за сборную Мексики по лёгкой атлетике в 1990—2012 годах, чемпион мира, победитель Кубка мира и Всемирной Универсиады, двукратный серебряный призёр Панамериканских игр, дважды чемпион Центральноамериканских и Карибских игр, участник трёх летних Олимпийских игр.

## Биография
Даниэль Гарсия родился 28 октября 1971 года в Мехико, Мексика.
Впервые заявил о себе в лёгкой атлетике на международном уровне в сезоне 1990 года, когда в составе мексиканской сборной выступил на Панамериканском кубке в Халапе и на Центральноамериканских и Карибских играх в Мехико.
Будучи студентом, в 1991 году представлял Мексику на Всемирной Универсиаде в Шеффилде — в дисциплине 20 км был дисквалифицирован за нарушение техники ходьбы.
Благодаря череде успешных выступлений в 1992 году удостоился права защищать честь страны на летних Олимпийских играх в Барселоне — на дистанции 20 км с результатом 1:25:35 финишировал седьмым.
В 1993 году на домашнем Кубке мира в Монтеррее одержал победу в личном и командном зачётах 20 км. Помимо этого, победил на открытом чемпионате России в Чебоксарах, выиграл серебряную медаль на Всемирной Универсиаде в Буффало, стартовал на чемпионате мира в Штутгарте, был лучшим на Центральноамериканских и Карибских играх в Понсе.
В 1994 году отметился победой в 20-километровой дисциплине на иберо-американском чемпионате в Мар-дель-Плате.
На Кубке мира 1995 года в Пекине занял 11-е место в личном зачёте 20 км и тем самым помог соотечественникам выиграть мужской общекомандный зачёт. Позднее получил серебро на Панамериканских играх в Мар-дель-Плате, выступил на чемпионате мира в Гётеборге, завоевал золото на Всемирной Универсиаде в Фукуоке.
В 1996 году среди прочего победил на Панамериканском кубке в Манаусе. Принимал участие в Олимпийских играх в Атланте — в ходьбе на 20 км показал результат 1:24:10 и занял 19-е место, тогда как в ходьбе на 50 км с личным рекордом 3:50:05 стал девятым.
На Кубке мира 1997 года в Подебрадах в дисциплине 20 км пришёл к финишу вторым, установив свой личный рекорд и континентальный рекорд — 1:18:27. На чемпионате мира в Афинах превзошёл всех соперников и завоевал золото.
В 1998 году победил в 20-километровой дисциплине на Центральноамериканских и Карибских играх в Маракайбо.
На Кубке мира 1999 года в Мезидон-Канон был пятым и вторым в личном и командном зачётах 20 км соответственно. Кроме того, в этом сезоне выиграл серебряную медаль на Панамериканских играх в Виннипеге и бронзовую медаль на чемпионате мира в Севилье.
В 2000 году стартовал в программе 20 км на Олимпийских играх в Сиднее — показал время 1:22:05, расположившись в итоговом протоколе соревнований на 12-й строке.
В 2005 году финишировал пятым на Панамериканском кубке в Лиме.
На Кубке мира 2006 года в Ла-Корунье закрыл десятку сильнейших на дистанции 20 км.
В 2007 году занял 13-е место на Панамериканском кубке в Санта-Катарине, был дисквалифицирован на чемпионате мира в Осаке.
В 2008 году показал 17-й результат на Кубке мира в Чебоксарах.
В 2009 году в ходьбе на 50 км был седьмым на Панамериканском кубке в Сан-Сальвадоре.
Завершил спортивную карьеру по окончании сезона 2012 года.